# Drive She Said
I Drive She Said sono un gruppo musicale statunitense AOR fondato nel 1988 da Al Fritsch e Mark Mangold.

## Storia del gruppo

### Origini e contesto
Sul finire degli anni '80 Mark Mangold vedeva davanti a sé una florida carriera come compositore ed arrangiatore per altri artisti, dopo aver suonato tra i '70 e gli '80, prima con gli American Tears e poi con i Touch, storici rappresentanti del melodic rock statunitense. In questo periodo aveva infatti già suonato le tastiere con Michael Bolton con cui scrive anche una hit internazionale di Cher del 1987. Aveva composto brani per Tone Norum, Fiona, Jennifer Rush e Benny Mardones. Nonostante queste premesse Mangold non abbandona l'idea di formare una propria band.

### 1988-1993: Il primo periodo dei Drive, She Said
Nel 1988 Mark Mangold si unisce al cantante e chitarrista Al Fritsch e danno vita al progetto Drive She Said. Per il debutto della band, Mangold e Fritsch decidono di autoprodurre la registrazione di un album con l'aiuto di amici e musicisti come Bob Kulick, Kenny Aaronson, Fiona ed Aldo Nova. È poi la CBS a produrre il mixaggio e la post produzione, mettendo il duo sotto contratto. Ne esce così l'album omonimo nel 1989, che vedeva una miscela di pop rock, AOR ed heavy rock molto apprezzata dalla critica specializzata che considerò Al Fritsch come uno dei migliori cantanti di quegli anni, riscuotendo anche buone vendite.
Nel 1991 i Drive She Said passarono alla britannica Music for Nations e pubblicano l'album Drivin' Whell sempre con l'aiuto di Tony Bruno e Aldo Nova e con, fra glia altri, Ray DeTone e Paul StJames. L'album, da cui vennero tratti i singoli "When You Love Someone" e "Think of Love", ebbe un notevole successo commerciale soprattutto grazie a quest'ultimo brano che entrò in rotazione su diversi canali televisivi come MTV e Super Channel. All'album seguirono poi i tour, prima in Gran Britannia con gli FM i poi in Germania con gli UFO. L'album divenne di culto nell'ambito dell'AOR degli anni successivi.
Per il terzo album Mangold e Fritsch chiamano il batterista Chuck Bonfante (precedentemente con i Saraya) e Dave Santos al basso e il gruppo arriva ad avere una formazione fissa.
Ne viene fuori l'album Excelerator (Music for Nations, 1992). Ma fu dopo quest'album che il duo abbandonò il progetto per dedicarsi ad altro.

### 1994-2002: La pausa
Mark Mangold si dedicò maggiormente alla sua attività di compositore per altri musicisti, fra cui i soliti Michael Bolton e Cher, ma fonda anche altri progetti propri tra cui i Mystic Healer sempre con Fritsch impegnato questa volta come chitarrista, i Flesh & Blood, che vedevano anche Al Pitrelli e Danny Vaughn dei Tyketto e The Sign, con Terry Brock, Randy Jackson, Billy Greer e Bobby Rondinelli. 
Al Fritsch entra invece nel gruppo di Ace Frehley (Kiss, Frehley's Comet).
Nel 1997 la Frontiers Records contattò Mark Mangold e decise di pubblicare un album di greatest hits dei Drive She Said intitolato che sarà poi intitolato Road to Paradise comprendendo anche 5 nuove tracce incise per l'occasione. La nuova pubblicazione riaccese l'interesse internazionale per questa band, anche se i suoi membri erano ancora presi dalle carriere individuali. Nel 1998 Mark Mangold rilasciò il suo primo disco solista intitolato Mirror Image (Indigo Records, 1998).

### 2003-in poi: Il ritorno dei Drive She Said
L'inizio degli anni 2000 aveva così visto il riaccendersi dell'interesse nella musica AOR, anche grazie al successo ottenuto da band come The Sign, supergruppo di cui lo stesso Mangold faceva parte. Nel 2001 il duo decise così di riunirsi per scrivere nuove canzoni, e firma definitivamente il contratto con la Frontiers Records per il nuovo album. Per l'occasione venne coinvolto anche il batterista Jonathan Mover (già nei Marillion, Joe Satriani, Alice Cooper, Stuart Hamm, Gtr). Usci così nel 2003 il loro quarto album intitolato Real Life (Frontiers Records). Pur rimanendo nello stile tipico della band, il nuovo album presenta sonorità riaggiornate.
Nel 2009 il Firefest di Nottingham li invita a suonare e il duo arruola per l'occasione i musicisti Jon Bivona (chitarra), Mike Sorrentino (batteria) e Paul Ranieri (basso) riscuotendo una calorosa risposta di pubblico. E fu proprio in seguito a quest'occasione che Georg Siegl della Metal Heaven gli propose la pubblicazione di un nuovo album di greatest hits che sarà poi Dreams Will Come - The Best Of and More (Aor Heaven, 2010) e che comprendeva anche nuovi brani appositamente creati per il Firefest.
Nel 2014 i Drive She Said parteciparono nuovamente al Firefest e nel 2015 Mangold e Fritsch si mettono a scrivere il nuovo album, entrando nuovamente nel roster della Frontiers Records. Pedal to the Metal uscirà così nel 2016 mescolando il vecchio AOR alle nuove sonorità del pop rock contemporaneo.

## Formazione
- Al Fritsch - voce, chitarra, tastiera
- Mark Mangold - tastiera, batteria, corista

## Discografia

### Album
- 1989 - Drive She Said
- 1991 - Drivin' Wheel
- 1992 - Excelerator
- 2003 - Real Life
- 2016 - Pedal To The Metal

### Raccolte
- 1997 - Road to Paradise (Best of) (Frontiers recods-  antologia con inediti)
- 2010 - Dreams Will Come - The Best Of and More